# Qatar Stars League 2023-2024
La Qatar Stars League 2023-2024, anche nota come Expo Stars League 2023-2024 per motivi di sponsorizzazione, è la 50ª edizione del massimo livello del campionato qatariota di calcio, iniziata il 15 agosto 2023 e con termine il 26 aprile 2024.
La squadra campione in carica è l'Al-Duhail.

## Stagione

### Novità
Dalla scorsa stagione è retrocesso l'Al-Sailiya, ultimo classificato, mentre l'Al-Shamal, arrivato penultimo, ha vinto gli spareggi per rimanere nella massima serie. Dalla Seconda divisione è stato invece promosso il Al-Mu'aidar, primo classificato della stagione 2022-2023.

### Formula
Le 12 squadre partecipanti giocano un girone all'italiana con partite di andata e ritorno, per un totale di 22 giornate. Al termine di esse, la prima classificata è campione del Qatar e si qualifica, insieme con la seconda, per la AFC Champions League 2024-2025. L'ultima classificata è invece retrocessa in Seconda Divisione, mentre la penultima gioca uno spareggio promozione-retrocessione contro una squadra di Seconda Divisione.

## Squadre partecipanti
| Squadra        | Città              | Stadio                      |
| -------------- | ------------------ | --------------------------- |
| Al-Ahli        | Doha               | Stadio Hamad bin Khalifa    |
| Al-Arabi       | Doha               | Stadio Grand Hamad          |
| Al-Duhail      | Doha               | Stadio Abdullah bin Khalifa |
| Al-Gharafa SC  | Doha               | Stadio Thani bin Jassim     |
| Al-Markhiya SC | Doha               | Stadio Al-Markhiya          |
| Al-Mu'aidar    | Doha               | Thani bin Jassim Stadium    |
| Al-Rayyan SC   | Al Rayyan          | Ahmed bin Ali Stadium       |
| Al Sadd SC     | Doha               | Stadio Jassim Bin Hamad     |
| Al-Shamal      | Madinat ash Shamal | Stadio Al-Khor              |
| Al-Wakrah SC   | Al Wakrah          | Stadio Saud bin Abdulrahman |
| Qatar SC       | Doha               | Stadio Suheim bin Hamad     |
| Umm Salal SC   | Umm Salal          | Stadio Thani bin Jassim     |

## Allenatori e primatisti
| Squadra      | Allenatore         | Calciatore più presente | Capocannoniere         |
| ------------ | ------------------ | ----------------------- | ---------------------- |
| Al-Ahli      | Pepa               | Sekou Yansané (21)      | Naïm Sliti (10)        |
| Al-Arabi     | Younes Ali         |                         | Omar Al Somah (17)     |
| Al-Duhail    | Christophe Galtier | Sultan Al-Brake (21)    | Michael Olunga (15)    |
| Al-Gharafa   | Pedro Martins      |                         | Yacine Brahimi (21)    |
| Al-Markhiya  | Madjid Bougherra   |                         | Yusupha Njie (6)       |
| Al-Muaither  | Emilio Isierte     |                         | Tiago Leonço (7)       |
| Al-Rayyan    | Leonardo Jardim    |                         | Róger Guedes (19)      |
| Al-Sadd      | Bruno Pinheiro     |                         | Akram Afif (26)        |
| Al-Shamal    | Poya Asbaghi       |                         | Ricardo Gomes (12)     |
| Al-Wakrah    | Tintín Márquez     |                         | Mohamed Benyettou (16) |
| Qatar SC     | Hélio Sousa        |                         | Bruno Tabata (8)       |
| Umm Salal SC | Patrice Carteron   |                         | Kenji Gorré (9)        |

## Calciatori stranieri
Ogni squadra può registrare un massimo di sette calciatori stranieri, di cui due necessariamente con un'età inferiore a 21 anni. In grassetto i giocatori acquistati nel mercato invernale.
| Squadra      | Calciatori        | Calciatori        | Calciatori         | Calciatori      | Calciatori      | Calciatori         | Calciatori            | Calciatori                                        | Calciatori                            |
| Squadra      | 1°                | 2°                | 3°                 | 4°              | 5°              | 1° U21             | 2° U21                | Riserve                                           | Ex giocatori                          |
| ------------ | ----------------- | ----------------- | ------------------ | --------------- | --------------- | ------------------ | --------------------- | ------------------------------------------------- | ------------------------------------- |
| Al-Ahli Doha | Naïm Sliti        | Julian Draxler    | Idrissa Doumbia    | Yazan Al-Naimat | Ramón Arias     | Robin Tihi         | Sekou Yansané         |                                                   | Sofiane Hanni Danilo Arboleda         |
| Al-Arabi     | Rafinha           | Marco Verratti    | Abdou Diallo       | Omar Al Somah   | Youssef Msakni  | Mohamed Taabouni   | Simo Keddari          | Hassan Aladin                                     |                                       |
| Al-Duhail    | Philippe Coutinho | Kim Moon-hwan     | Ibrahima Diallo    | Michael Olunga  | Lucas Veríssimo | Isaac Lihadji      | Ibrahima Bamba        | Edmilson Junior                                   | Rúben Semedo                          |
| Al-Gharafa   | Farid Boulaya     | Yacine Brahimi    | Ferjani Sassi      | Lyanco          | Jang Hyun-soo   | Fabricio Díaz      | Seydou Sano           |                                                   | Yohan Boli                            |
| Al-Markhiya  | Driss Fettouhi    | Abdelghani Lallam | Naby Sarr          | Yusupha Njie    | Rúben Semedo    | Naoufal Bannis     | Ahmed Aboutrika       | Bashar Resan                                      | João Teixeira Rochinha                |
| Al-Mu'aidar  | Aladeen Younes    | Nassim Benaissa   | Aymane El Hassouni | Jamal Hamed     | Denis Alibec    | Abdoulaye Bakayoko | Fouad Saleh           | Yazan Al-Arab Tiago Leonço Amgad Saleh Hugo Gomes | Guy Mbenza Ramón Arias Mamadou Traoré |
| Al-Rayyan    | Róger Guedes      | Thiago Mendes     | Achraf Bencharki   | Rodrigo         | Shōgo Taniguchi | Gabriel Pereira    | André Amaro           | Sofiane Boufal Ameed Mhagna                       |                                       |
| Al-Sadd      | Guilherme         | Paulo Otávio      | Baghdad Bounedjah  | Gonzalo Plata   | Mateus Uribe    | Giovani            | Mohammad Amin Hazbavi | Ilyes Housni                                      |                                       |
| Al-Shamal    | Matías Nani       | Jeison Murillo    | Omid Ebrahimi      | Ricardo Gomes   | Babacar Seck    | Younes El Hannach  | Omar Mohamed          | Younès Belhanda                                   | Ali Olwan                             |
| Al-Wakrah    | Mohamed Benyettou | Trent Sainsbury   | Hamdi Fathi        | Gelson Dala     | Adam Maher      | Omar Salah         | Ayoub Assal           |                                                   |                                       |
| Qatar SC     | Bruno Tabata      | Javi Martínez     | Badr Benoun        | Ben Malango     | Yohan Boli      | Ali Saoudi         | Raoul Danzabe Sanda   |                                                   | Bashar Resan                          |
| Umm-Salal    | Marouane Louadni  | Oussama Tannane   | Kenji Gorré        | Victor Lekhal   | Lucas João      | Naïm Laidouni      | Landing Badji         |                                                   | Andy Delort                           |

## Classifica finale
|                  | Pos. | Squadra      | Pt | G  | V  | N | P  | GF | GS | DR  |
| ---------------- | ---- | ------------ | -- | -- | -- | - | -- | -- | -- | --- |
| Qatar (bandiera) | 1.   | Al-Sadd      | 50 | 22 | 15 | 4 | 3  | 65 | 21 | +44 |
|                  | 2.   | Al-Rayyan    | 47 | 22 | 15 | 2 | 5  | 50 | 26 | +24 |
|                  | 3.   | Al-Gharafa   | 44 | 22 | 13 | 5 | 4  | 53 | 36 | +17 |
|                  | 4.   | Al-Wakrah    | 38 | 22 | 11 | 5 | 6  | 40 | 30 | +10 |
|                  | 5.   | Al-Arabi     | 29 | 22 | 7  | 8 | 7  | 42 | 38 | +4  |
|                  | 6.   | Al-Duhail    | 28 | 22 | 8  | 4 | 10 | 42 | 45 | -3  |
|                  | 7.   | Umm-Salal    | 28 | 22 | 7  | 7 | 8  | 32 | 37 | -5  |
|                  | 8.   | Qatar SC     | 25 | 22 | 7  | 4 | 11 | 39 | 47 | -8  |
|                  | 9.   | Al-Shamal    | 25 | 22 | 6  | 7 | 9  | 29 | 38 | -9  |
|                  | 10.  | Al-Ahli Doha | 23 | 22 | 7  | 2 | 13 | 37 | 58 | -21 |
|                  | 11.  | Al-Markhiya  | 18 | 22 | 5  | 3 | 14 | 20 | 50 | -30 |
|                  | 12.  | Al-Mu'aidar  | 14 | 22 | 3  | 5 | 14 | 34 | 57 | -23 |

Legenda:

      Campione del Qatar e ammessa alla fase a gironi della AFC Champions League Élite 2024-2025

      Ammesse alle qualificazioni della AFC Champions League Élite 2024-2025

      Ammessa alla AFC Champions League 2 2024-2025

 Ammessa allo spareggio promozione-retrocessione.

      Retrocessa in Qatar Second Division 2024-2025
Tre punti a vittoria, uno a pareggio, zero a sconfitta.
La classifica viene stilata secondo i seguenti criteri:
- Punti conquistati
- Playoff (per titolo, partecipazione alle coppe e retrocessione)
- Differenza reti generale
- Reti totali realizzate

## Spareggio promozione/retrocessione
Allo spareggio promozione/retrocessione vengono ammesse a penultima classificata della Qatar Stars League e la seconda classificata della Seconda Divisione.
|             | Risultati |              | Luogo e data        |
| ----------- | --------- | ------------ | ------------------- |
| Al-Markhiya | 1-3       | Al-Shahaniya | Doha, 5 maggio 2024 |